# Formazione Santa Marta
La Formazione Santa Marta è una formazione geologica che si trova in Antartide. La formazione affiora sull'Isola di James Ross, al largo della costa della punta settentrionale della Penisola Antartica. Lo spessore medio della Formazione Santa Marta è di circa un chilometro.
Assieme alla Formazione Hanson e alla Formazione dell'isola Snow Hill, rappresenta i soli siti fossili del continente antartico dove sono stati trovati fossili di dinosauri. 

## Stratigrafia
La Formazione Santa Marta si è depositata nel corso del Cretacico superiore, durante il Santoniano e il Campaniano. Si sovrappone al Gruppo Gustav, depostosi durante il Barremiano e il Santoniano, ed è sovrapposta dalla Formazione dell'isola Snow Hill del tardo Campaniano. Prese assieme, la Formazione Santa Marta, la Formazione dell'isola Snow Hill, la soprastante Formazione López de Bertodano (depostasi dal tardo Campaniano del Cretacico al primo Paleocene del Paleogene) e la Formazione Sobral (depostasi all'inizio del Paleocene) formano il Gruppo Marambio.
Originariamente la formazione veniva suddivisa in tre membri informalmente chiamati Alfa, Beta e Gamma. I nomi dei tre membri furono successivamente mutati in Lachman Crags, Herbert Sound e Rabot.
I membri Lachman Crags e Herbert Sound, chiamati col nome delle località in cui affiorano, si trovano nella parte settentrionale dell'Isola di James Ross. Entrambi risalgono al Campaniano.
 
Il membro Lachman Crags è il più antico dei due e ha uno spessore di circa 500 m. La sezione inferiore del membro consiste di argilliti tufacee, mentre la sezione superiore consiste di torbiditi tufacee formate da valanghe sottomarine.
La bioturbazione è evidente nei letti tufacei a causa delle modificazioni dei sedimenti provocata dal benthos all'epoca della deposizione.

Anche il membro Herbert Sound ha uno spessore di circa 500 m e può essere suddiviso in due sezioni distinte. La parte inferiore è costituita da flussi detritici intervallati da strati di torbiditi; la sezione superiore è costituita da arenarie fini a cui si sovrappongono arenarie più grossolane e coquine.